# Saviour Machine (album)
Saviour Machine è il primo album dell'omonimo gruppo statunitense gothic metal/christian metal Saviour Machine, pubblicato nel 1993.

## Tracce
1. Carnival of Souls – 6:10
2. Force of the Entity – 3:50
3. Legion – 4:40
4. Ludicrous Smiles – 5:25
5. The Wicked Window – 6:35
6. Son of the Rain – 5:25
7. Killer – 8:05
8. The Widow and the Bride – 4:30
9. Christians and Lunatics – 5:20
10. The Mask – 4:30
11. A World Alone – 6:25
12. Jesus Christ – 7:00

## Formazione
- Eric Clayton - voce
- Jeff Clayton - chitarra
- Charles Cooper - basso
- Jayson Heart - batteria, percussioni